# Ná Ozzetti
Maria Cristina Ozzetti, conhecida como Ná Ozzetti, (São Paulo, 12 de dezembro de 1958) é uma cantora e compositora brasileira.
Estudou piano na infância e, já adulta, formou-se em artes plásticas. No final da década de 1970 iniciou sua carreira musical com o grupo Rumo, com o qual fez muitos espetáculos e gravou 5 LPs e 1 DVD.

## Biografia
Filha de Egidio Ozzetti e Lucia Uliana, ambos descendentes de imigrantes italianos, Maria Cristina Ozzetti nasceu no bairro paulistano da Freguesia do Ó.
Gravou o primeiro álbum solo em 1988, intitulado simplesmente Ná Ozzetti, com o qual levou o prêmio Sharp de revelação feminina na categoria MPB. No segundo CD, Ná, lançado em 1994, passou também a compor. Com este disco conquistou o prêmio Sharp do ano nas categorias de "melhor disco" e "melhor arranjo" (Dante Ozzetti) no segmento pop-rock.
Em 1996 lançou o CD Love Lee Rita, em homenagem à conterrânea Rita Lee. Seguiram-se os CDs Estopim e Show, este com clássicos da MPB.
Em 2000 recebeu o prêmio de "melhor intérprete" no Festival da Música Brasileira promovido pela Rede Globo de Televisão, interpretando a canção Show, de Luiz Tatit e Fábio Tagliaferri.
O CD Piano e Voz é lançado em 2005 em parceria com André Mehmari, reunindo canções nacionais de várias épocas e também internacionais.
Em 2009 lança o álbum Balangandãs, que traz canções de Assis Valente, Synval Silva, Ary Barroso, Dorival Caymmi e Braguinha, eternizadas na voz de Carmem Miranda. Por este trabalho, Ná e sua banda conquistaram o primeiro lugar da categoria de "melhor CD popular" no 5º Prêmio Bravo! Prime de Cultura.

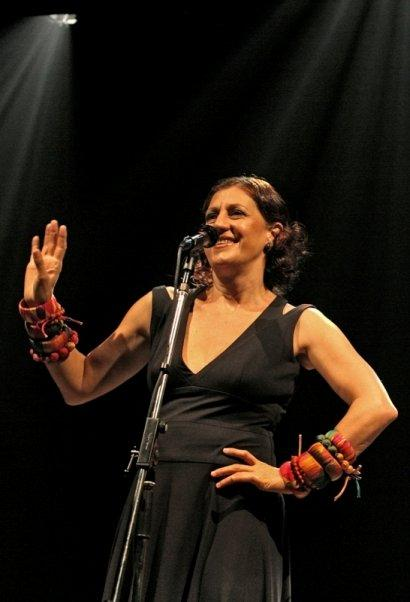
Ná Ozzetti no show Balangandãs, de 2009, em foto de Rubens Chaves.

Em abril de 2011, quando completou 30 anos de carreira, Ná convidou  amigos, parceiros e músicos para lançar o álbum autoral Meu Quintal, onde 11 das 12 composições são suas, em parceria com outros músicos e autores, alguns deles já parceiros tais como Luiz Tatit, Dante Ozzetti, Arthur Nestrovski e Alice Ruiz, além de gente nova como Makely Ka, compositor mineiro, e uma surpresa, a parceria com Zélia Duncan. Os músicos de Meu Quintal, Dante Ozzetti, Mário Manga, Sérgio Reze e Zé Alexandre Carvalho, vêm do CD Balangandãs. O álbum Meu Quintal foi produzido por Mário Manga e, a exemplo do anterior, Balangandãs, tem criação coletiva de Ná e os integrantes da banda.
Escrevendo para o Yahoo!, Regis Tadeu publicou uma crítica positiva para a cantora em 2012: "Muito distante do estereótipo 'cantora gostosona de voz grossa' que impera nos dias de hoje, ela se tornou uma das mais subestimadas artistas das últimas décadas justamente por não se render aos fáceis apelos do comercialismo."
Em setembro de 2013 foi lançado o álbum Embalar, décimo disco de Ná Ozzetti em carreira solo, com a participação de Dante Ozzetti, Mário Manga, Sérgio Reze e Zé Alexandre Carvalho e participações especiais de Mônica Salmaso, Juçara Marçal, Kiko Dinucci, Ivan Vilela, Marcelo Pretto, Mariana Furquim e Uirá Ozzetti.
Em abril de 2015 foi lançado o álbum Ná e Zé, que celebra os 30 anos da união musical de Ná Ozzetti e José Miguel Wisnik, cujos caminhos se cruzaram em 1985, quando a cantora interpretou Louvar (José Miguel Wisnik e Cacaso) no casamento do compositor paulista com Laura Vinci. O álbum foi produzido por Marcio Arantes. Com intervenções de nomes como os dos paulistanos Arnaldo Antunes e Marcelo Jeneci, o repertório consiste de 14 canções compostas por Wisnik entre 1978 e 2014.
Em julho de 2015, com o grupo paulista Passo Torto, formado por Kiko Dinucci, Marcelo Cabral, Rodrigo Campos e Romulo Fróes, lançou o álbum Thiago França (Passo Torto e Ná Ozzetti), que reúne composições inéditas dos próprios integrantes. O disco foi produzido coletivamente por Passo Torto e Ná.

## Discografia
- Ná Ozzetti, Warner Continental, 1988
- Ná, Ná Records, 1994
- Love Lee Rita (Canções de Rita Lee desde os Mutantes), Dabliu, 1996
- Estopim, Ná Records, 1999
- Show, Som Livre, 2001
- Piano e Voz (com André Mehmari), MCD, 2005
- DVD Piano e Voz (com André Mehmari), MCD, 2006
- Balangandãs, MCD, 2009
- Meu Quintal, Borandá, 2011
- Embalar, Circus Produções, 2013
- Ná e Zé, Circus Produções, 2015
- Thiago França, YB Produções, 2015 (com Passo Torto)